# Бркич, Хасан
Хасан Бркич-Ацо (босн. Hasan Brkić-Aco, 16 июля 1913, Ливно, Австро-Венгрия — 14 июня 1965, Сараево, Югославия) — югославский боснийский государственный деятель, председатель Исполнительного веча Боснии и Герцеговины (1963—1965).

## Биография
В 1937 г. окончил юридический факультет Белградского университета. С 1933 г. член КПЮ.
В 1940 г. был избран секретарем райкома Коммунистической партии Сараево. Участник национально-освободительной войны, был командиром партизанского отряда и политическим комиссаром 27-й восточнобоснийской дивизии. В 1943—1945 гг. — советник Народно-освободительной армии Югославии. Член Антифашистского вече народного освобождения Югославии и Земельного антифашистского вече народного освобождения Боснии и Герцеговины. Избирался секретарем комитета КПЮ Восточной Боснии.
В послевоенное время занимал ряд ответственных должностей:
- 1945—1958 гг. — занимал министерские посты в правительстве Боснии и Герцеговины, статс-секретарь министерства народного хозяйства и заместитель министра иностранных дел Югославии,
- 1958—1961 гг. — министр промышленности Югославии,
- 1961—1963 гг. — заместитель председателя Исполнительного веча,
- с 1963 г. — председатель Исполнительного веча Боснии и Герцеговины.